# 용산구의회
용산구의회는 서울특별시 용산구 지역을 관할하는 기초의회이다.